# Lophorrhachia aciculata
Lophorrhachia aciculata là một loài bướm đêm trong họ Geometridae.